# Colbordolo
Colbordolo är en ort och frazione i kommunen Vallefoglia  i provinsen Pesaro e Urbino i regionen Marche i Italien.
Colbordolo var en tidigare kommun som den 1 januari 2014 tillsammans med den tidiage kommunen Sant'Angelo in Lizzola bildade kommunen Vallefoglia. Den tidigare kommunen hade 6 189 invånare (2013).